# Onga (Gabon)
Pour les articles homonymes, voir Onga.
Onga est une ville du Gabon, chef-lieu du département de  la Djoué situé à environ 180 km de la ville de Franceville, capitale provinciale du Haut-Ogooué. 